# ひげ剃りとカット25セント

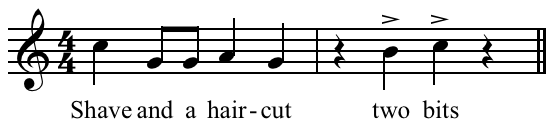
ハ長調での「ひげ剃りとカット25セント」

「ひげ剃りとカット25セント」（原題 シェーヴ・アンド・ア・ヘアカット・トゥービッツ、Shave and a Haircut, Two Bits）、単に「シェーヴ・アンド・ア・ヘアカット」とも呼ばれる音楽は、単純な7音からなるクプレまたはリフと呼ばれる楽節である。一般的に音楽の最後に用いられ、喜劇的な効果を伴う。メロディのみならずリズムとしても、例えばドアのノックにも用いられる。
トゥービッツ 2 bits とはアメリカにおいて25セント貨幣を指す昔の言葉であり、six bitsで75セントを指す。最後の2音の歌詞は時としてget lost, drop dead （オーストラリア）など幾つかのヴァリエーションがある。イングランドではfive bob（5シリング）とも歌われる。いずれも今は使われることの稀な言葉が歌われている。

## 歴史
この楽節が使われた最初期の例は1899年のチャールズ・ヘイルの歌「暗い街のケークウォーク At a Darktown Cakewalk」である。同時期の他の歌にも用例が見られる。同じ楽節がブリッジとして用いられた例としてはH. A. フィッシャーによって1911年に書かれた「ホット・スクラッチ・ラグ Hot Scotch Rag」が挙げられる。
録音された最初期の例としては、1915年のビリー・マレイとアメリカン・クァルテットのOn the 5:15という楽曲で、最初と最後に用いられている。
ジョエル・セイヤーは、小説「市長ヒッツォナー」で、「シェーヴ・アンド・ア・ヘアカット・トゥービッツのリズムで、高官マルタは（ラッパを）強く吹き鳴らし、すぐに浜辺の船職人たちが皆それに調和した」と書いている。これは、すでにこの時期、この歌詞がこの楽節とリズムを表すと周知されていたことを示唆する。
1939年、ダン・シャピロ、レスター・リー、ミルトン・バールは、「シェーヴ・アンド・ア・ヘアカット・シャンプー」を販売した。コマーシャルソングの終わりにはこの楽節が用いられており、周知された歌詞はこの商品名をたやすく連想させた。
最後の2音（属音と主音の和声を伴う）のみでこのフレーズを示唆することも多く行われる。

## アメリカおよび英語圏での人気
このメロディは、改造された車のクラクションでよく聞かれる。またドアのノック音としても用いられるほか、アマチュア無線でのモールス信号の交信の最後に付け足される。
アメリカ海軍の元囚人兵ドゥグ・ヘグダールによると、ベトナム戦争時代、営倉の隣の部屋の囚人がアメリカ人かどうかを確かめるために、「シェーヴ・アンド・ア・ヘアカット」の最初の5音を壁越しに叩き、後続のリズムを待ったという。そこからタップコードが生まれたという。
「シェーヴ・アンド・ア・ヘアカット」は、数えきれないほどの音楽のコーダや終結部に用いられている。特にブルーグラスの弦楽器とは強く結びついており、5弦バンジョーが特に用いられる。アール・スクラッグスはしばしばこのフレーズあるいは類似のそれによって音楽を終わらせる。テレビ番組「じゃじゃ馬億万長者」では、このフレーズがなるとコマーシャルに移ることを意味した。このキューはブルーグラススタイルで演奏されており、「シェーヴ・アンド・ア・ヘアカット」がブルーグラスの最も定番の終結句であることを周知させた。
録音及びパフォーマンスにおいても数えきれないほどの例があげられる。幾つかの例を挙げると、
- ビリー・ジョーンズ（英語版）とアーニー・ヘア（英語版）の1920年代の楽曲"That's a Lot of Bunk"、またの名を"The Happiness Boys,"の最後のリフ
- リズム・アンド・ブルースの歌手でバンドリーダーのデイヴ・バーソロミューは、2曲の録音でこれを用いている。"Country Boy" (1950)の最後と、"My Ding-a-Ling（英語版）"の各リフレインの出だしである[17]。
- レス・ポールとメアリー・フォード（英語版）がキャピトル・レコードに録音した"Magic Melody"は、最後の2音トゥービッツを省略したフレーズで締めくくられている。ディスクジョッキーからの要望によって1955年に出された"Magic Melody Part 2"はトゥービッツの2音のみが（同じ編成で）45回転盤に収録されており、これは収録の最も短いレコードとして知られる[18]。
- デクスター・ゴードンによるヴァージョンでアルバムGo（英語版）に収録されたビリー・エクスタインとジェラルド・ヴァレンタインの楽曲"Second Balcony Jump"は、このフレーズで終わる。
- P. D. Q. バッハのアルバムBlack Forest Bluegrass（英語版）のアリアは、ドイツ語と英語をかけた洒落で"Rasieren und Haarschneiden, zwei bitte"（「ひげ剃りとカット、2つお願い」最後は英語のビットとドイツ語のビッテ（お願い）をかけている）と歌って締めくくられる[19]。「短気ん律クラヴィーア曲集 The Short-Tempered Clavier」でもこのフレーズが用いられている[20]。
- 「シェーヴ・アンド・ア・ヘアカット」はまた多くのカートゥーンでも用いられており、特にルーニー・テューンズではカークラクションや風で閉まるドアの音などで常習的に用いられた。その他の多くのカートゥーンでも、エンディングロールの最後に多く用いられた。ロジャー・ラビットの中の「ジャッジ・ドーム」では、「シェーヴ・アンド・ア・ヘアカット」だけを聞かせ、観客は「トゥービッツ」を聞くまで終われないというパロディを演じた[21]。
- SF作家のスコット・G・ギーア（英語版）Scott G. Gierの小説Genellan: Planetfallでは、宇宙人と交信するためにこの旋律を用いる描写がある。
- レナード・バーンスタインのミュージカル「ウエスト・サイド物語」の楽曲「クラプキ巡査どの」は、この旋律で終わる。
- 音楽ジャーナリストのナードゥアー・ザ・ヒューマン・セルヴィエット（英語版）は、毎回のインタビューの最後をこのフレーズで締めくくる。「シェーヴ・アンド・ア・ヘアカット」だけのメロディを聞かせ、インタビュー相手に「トゥービッツ」を歌いまたは演奏してもらう[22]。

## その他の国
メキシコではこの旋律は非常に攻撃的で無礼なものとされる。特に歌詞は「お前の母ちゃんを犯せ、尻の穴をな！ ¡Chinga tu madre, cabrón!」と歌われる。
イタリアでは「ババアを殺せ、フリット（殺虫剤）で！ Ammazza la vecchia col flit」という歌詞で知られる。フリットとは第2次世界大戦前後の殺虫剤DDTのイタリアでの商品名である。2番の歌詞もあり、「それでも死ななきゃ、毒ガスで！ E se non muore, col gas」と歌われる。これは特に1980年代にイタリアで放送されたロジャー・ラビットでのイタリア版の吹き替えのセリフによって、イタリア全国に広まった。歌い間違いによって広まった例として、フリットの部分はクリック（ジャッキ）とも歌われる。この場合はガス殺ではなく撲殺の意味になる。フリントとも歌われるが、これはイタリアの家庭台所用LPガスの商品名である。いずれにせよイタリアでは攻撃的ではなくジョークとして理解される。
スペインのカタロニアでは、「蛇の鼻、サン・ボイ Nas de barraca. Sant Boi」として知られ、ドアのノックでも日常的に用いられる。続きの歌詞は「子供にはキャンディーを Cinc de carmelos pel noi」とも歌われる。
日本ではプロ野球の「アウトコール」で有名である。テレビ番組『シルシルミシル』にてプロ野球応援団に取材を行った際にはオクラホマミキサーやカックン・ルンバ等が由来であると説明していた。いずれも引用されたのは「ひげ剃りとカット25セント」と全く同じリズム・音程の部分であるが、どの曲が原典であるかは各チームによってバラバラであった。その他、森永製菓のミニスナック菓子「おっとっと」（1982年4月発売）CM後のサウンドロゴ「♪おっとっとと〜のおっとっと」で使用。2小節目の歌詞が商品名「おっとっと」になっている。